# 3197 Weissman
A 3197 Weissman (ideiglenes jelöléssel 1981 AD) a Naprendszer kisbolygóövében található aszteroida. Edward L. G. Bowell fedezte fel 1981. január 1-jén.